# Chiesa di Santa Maria del Carmine (Brescia)
La chiesa di Santa Maria del Carmine è una chiesa di Brescia, situata in contrada del Carmine, a ovest di via San Faustino.

## Storia
Il primitivo nucleo della chiesa, più corto rispetto all'edificio attuale, fu edificato durante la dominazione viscontea sulla città dopo la metà del Trecento, per volere dei frati Carmelitani dell'Antica Osservanza, da poco insediati nel convento attiguo (fondato nel 1348). Di questo periodo si sono conservati parte dei due muri di fiancata e l'abside, il tutto realizzato in stile prettamente gotico. Non è strano che si costruisse ancora secondo questa tendenza verso la metà del Quattrocento: mentre Firenze e altre città del centro Italia erano già entrate o avviate all'epoca rinascimentale, in nord Italia le tradizioni architettoniche gotiche erano ancora molto radicate fra le maestranze e lo sarebbero state fino ai primi del Cinquecento con l'affermarsi della figura di Bramante.

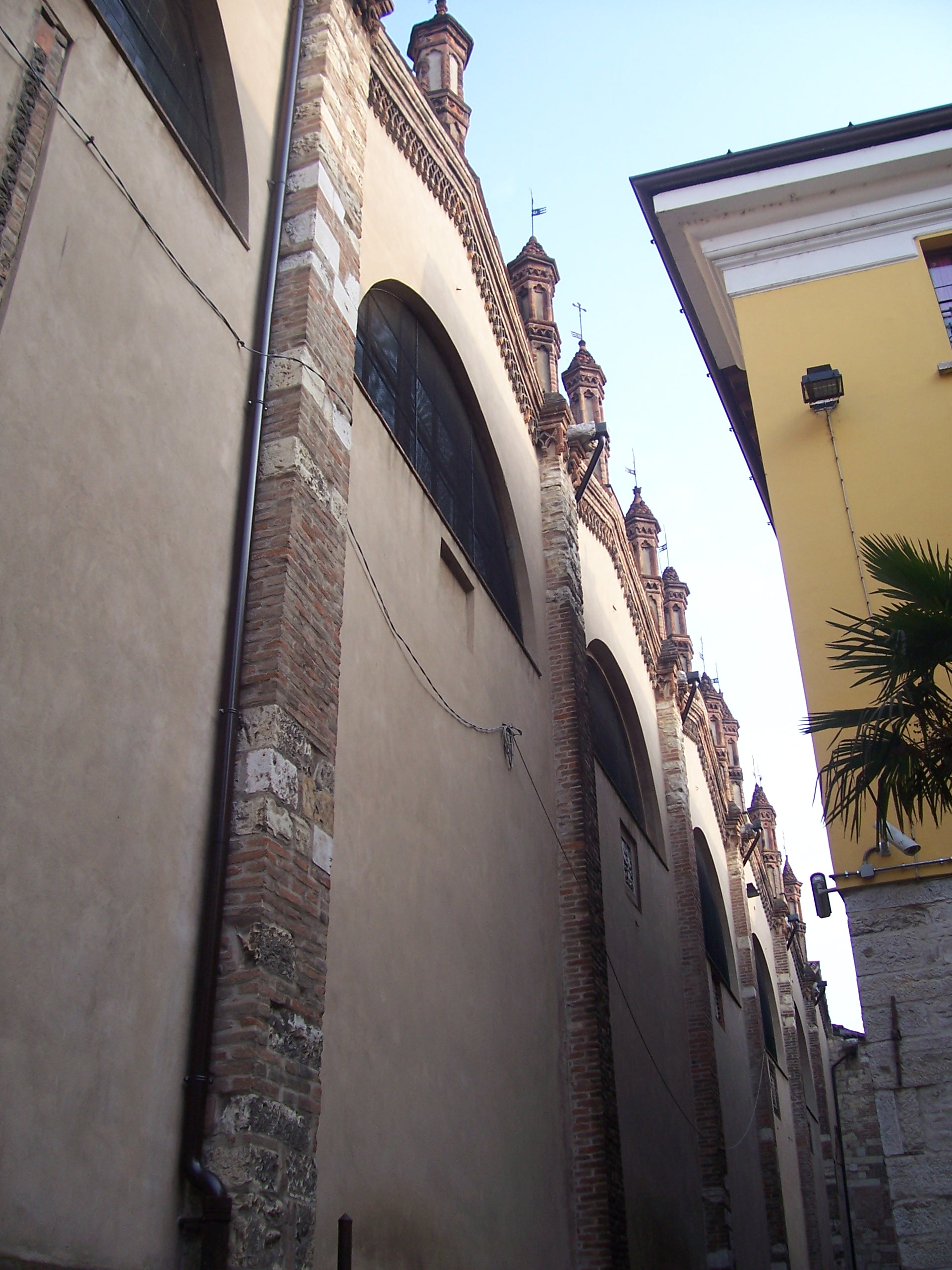
La fiancata est con i pinnacoli in cotto

Dal 1429 prende forma l'edificio attuale: a Brescia è l'epoca della dominazione veneta (è del 1427 la Battaglia di Maclodio, che sancì definitivamente il passaggio di Brescia alla Repubblica di Venezia). La chiesa viene rimaneggiata ma mai in modo radicale: vengono aggiunti i caratteristici pinnacoli in cotto a coronamento della fiancata orientale, le cordonature sugli spigoli dell'abside e nell'abside stesso vengono aperte delle monofore a sesto acuto, ospitanti delle vetrate. Viene anche aggiunto un campanile proto-rinascimentale, opera di Bernardino da Martinengo. In questo periodo, alla chiesa lavorano soprattutto maestranze comacine, poi sostituite da altre bergamasche fatte istruire apposta a Venezia dai frati, che non si fidavano a causa della provenienza.
Nella seconda metà del Quattrocento si hanno ulteriori modifiche, questa volta più profonde: fra il 1475 e il 1478 la chiesa viene allungata di circa quindici metri verso sud attraverso la demolizione dell'originaria facciata, che viene interamente ricostruita, comunque non distanziandosi dallo stile che già caratterizzava la struttura precedente (si ha ancora l'utilizzo di pinnacoli). Viene aggiunto il portale d'ingresso esistente tuttora e viene anche rifatta la copertura. Subito dopo, nel 1480 viene aggiunto il chiostro maggiore, con la loggetta veneziana proto-rinascimentale pentalobata.
Nel corso del Cinquecento vengono aggiunti i rimanenti chiostri del convento, risolti con soluzioni architettoniche ispirate alle idee che Giulio Romano aveva messo in pratica a Mantova, dove avevano sede i Carmelitani che finirono per esportarne il linguaggio. Nel 1596 le monofore dell'abside vengono chiuse per consentire l'installazione della pala dell'altare maggiore, tutt'oggi presente, una Annunciazione del fiammingo Pieter de Witte, importante figura nel panorama artistico italiano e tedesco dell'epoca. L'aspetto interno fu definito nel corso dei pesanti rimaneggiamenti del 1620-21, durante i quali furono occultate le decorazioni quattrocentesche (parzialmente conservatesi nei sottotetti) per far posto alle fantasiose prospettive architettoniche di Tommaso Sandrino e Camillo Rama. Il coro, invece, fu ridipinto nel 1634 da Domenico Bruni, Ottavio Amigoni e Bernardino Gandino. Nello stesso periodo viene aggiunto il grande finestrone a lunetta in facciata a sostituzione del rosone, ancora oggi parzialmente visibile. Il convento fu infine soppresso, come molti altri, nel 1797.
La facciata della chiesa risulta raffigurata dal pittore veneziano Francesco Hayez nel suo quadro del 1834 Ventura Fenaroli arrestato nella Chiesa del Carmine di Brescia da' Francesi, dedicato al celebre capitano di ventura del 500 che durante le rivolte antifrancesi in favore di Venezia venne arrestato davanti ad essa.

## Architettura

Il portale della chiesa

### Esterno
La chiesa, la cui costruzione si articola fra varie epoche storiche, è altrettanto differenziata negli stili architettonici e decorativi che la compongono, pur rimanendo predominanti lo stile tardo-gotico e il rinascimentale. Questo coniugio è visibile soprattutto nell'aspetto esterno: l'elemento maggiormente caratterizzante sono i pinnacoli che coronano la facciata e la fiancata orientale, qui posti a termine dei contrafforti che sostengono la parete. I pinnacoli, elemento molto ricorrente nel gotico padano, sono tutti realizzati in cotto: non è un caso, visto che i Conti Martinengo, i nobili di Brescia per antonomasia, erano proprietari di molte fornaci oltre il Po, facendo del cotto un materiale di facile reperibilità in territorio bresciano.
La facciata, della fine del Quattrocento, è cosiddetta a scala: alla base si ha, sommariamente, un corpo rettangolare fra la pavimentazione e il cornicione che corre sotto il lunettone superiore. All'interno di questo rettangolo si trovano, al centro, il portale d'ingresso e, ai lati di questo, due monofore quasi a tutta altezza, decorate da formelle di maiolica. I tre elementi sono suddivisi fra loro da quattro lesene-contrafforti in cotto (con inserti in marmo bianco) che sostengono direttamente il cornicione superiore, costituito da una serie di trecce gotiche in cotto. A questo punto, le due navate laterali sono chiuse direttamente da un tetto spiovente a pendenza unica, mentre il corpo centrale, contenente il lunettone, si eleva ancora verso l'alto, chiuso infine da un doppio spiovente. I margini delle coperture sono tutti decorati dai medesimi motivi in cotto del cornicione inferiore. Le due lesene esterne terminano direttamente con un pinnacolo, mentre le due interne accompagnano il corpo centrale fino in sommità, comunque coronate a loro volta da un pinnacolo. Un quinto pinnacolo, in posizione centrale, è posto come massimo coronamento della facciata.

#### Il portale
Il portale d'ingresso alla chiesa è un preziosissimo elemento artistico che fonde assieme vari stili, soprattutto, nuovamente, gotico e rinascimentale. Aggiunto alla fine del Quattrocento dopo l'allungamento della chiesa, è un portale gemini, costituito cioè da due portoni divisi da una colonna al centro, antichissimo retaggio degli ingressi alle cattedrali gotiche francesi e tedesche, a cui è ispirata anche la leggera strombatura (tutti elementi comunque diffusi anche in Italia, vedi la Basilica di San Marco a Venezia).
Quest'ultima, in particolare, è decorata da una serie di colonnine tortili e motivi gotici, molto probabilmente elementi di reimpiego provenienti dalla precedente facciata demolita, mentre il pilastrino centrale che separa i portali è di ordine corinzio, decorato sul fusto da una candelabra palesemente rinascimentale. Al di sopra dei portoni si trova una lunetta raffigurante l'Annunciazione, dipinta da Floriano Ferramola e datata al 1517-18. L'affresco è oggi gravemente compromesso. Il tutto si trova quindi chiuso all'interno di un telaio rinascimentale ad arco a tutto sesto. Gli originali battenti intagliati dei due portoni, risalenti al XV secolo, sono oggi conservati all'interno.

### Interno
L'interno della chiesa, caratterizzato da un grande respiro spaziale, è lungo 75 metri e disposto su tre navate, quella centrale coperta da una volta a botte, mentre le due laterali da volte a crociera. Queste ultime sono separate da quella centrale mediante un colonnato provvisto di capitelli medievali di ordine pseudo-corinzio.

## Opere

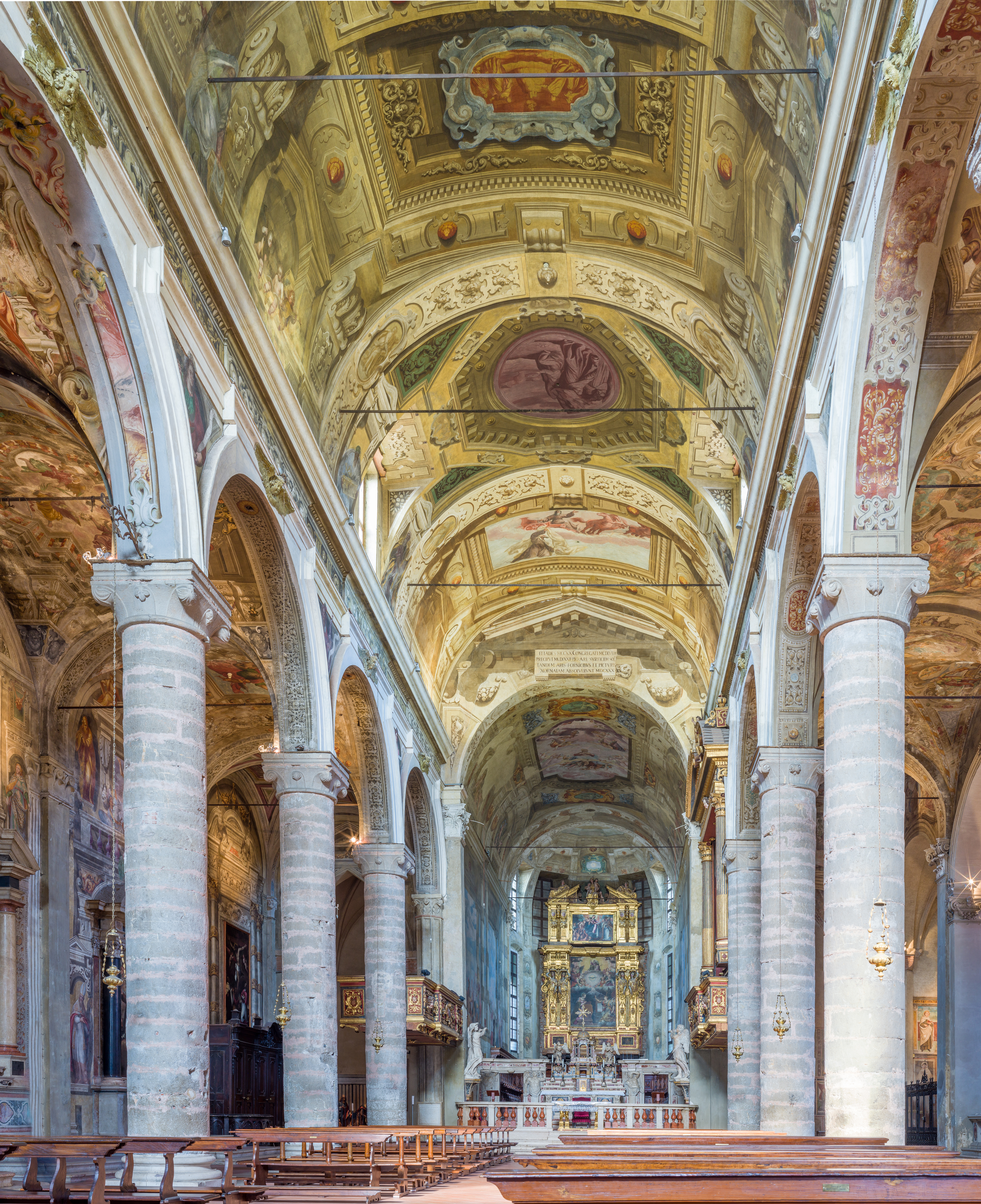
La navata interna

La chiesa possedeva in passato un ricco patrimonio d'arte, oggi andato in gran parte disperso. Elemento artistico notevole resta comunque la cappella Averoldi (terza a destra), decorata da Vincenzo Foppa con il ciclo di Evangelisti nelle vele della volta (dal 1477). Allo stesso autore è attribuito anche il Cristo crocifisso sulla parete di fondo. L'altare della cappella, databile alla metà del XV secolo e finemente lavorato, è inoltre una delle prime testimonianze del nuovo gusto rinascimentale classicheggiante nell'arte scultorea locale. Nel medesimo ambiente si ha anche il sarcofago (1520 circa) di Giovanni Pietro Averoldi.
Antecedente alla cappella Averoldi sussiste la cappella Fenaroli, anche conosciuta come cappella dei santi innocenti. Questa costituiva un patronato della nobile famiglia Fenaroli, come testimonia la lastra tombale al centro della cappella data 1583 con i nomi di alcuni componenti del casato. Al centro campeggia l'altare di Pietro Marone che rappresenta la strage degli innocenti, commissionato dalla famiglia stessa insieme agli affreschi monocromi che occupano le pareti della cappella, frutto della collaborazione tra Giovanni Zanardi e Francesco Monti. In questa cappella Ventura Fenaroli, personaggio di rilievo della storia bresciana ai tempi delle rivolte antifrancesi, aveva cercato rifugio dopo la congiura per riportare i veneziani in città.
Nell'ultima cappella della navata destra, oggi adibita a sagrestia, sono visibili lacerti di affresco di scuola bresciana del 1423-50. Accanto, in testa alla navata, si trova la cappella del Miracolo di sant'Eligio, ricca di affreschi di carattere principalmente votivo databili agli stessi anni e riconducibili soprattutto alla sfera dei Bembo. Nell'abside, dietro l'altare barocco, si ha la pala di Pieter de Witte, già citata, mentre lungo le pareti del coro sono posti settantacinque stalli lignei parzialmente intarsiati. Nella cappella di fondo della navata sinistra, invece, è conservata una Deposizione in terracotta policroma di scuola lombarda del Quattrocento. Il primo altare a sinistra è arricchito da L'arcangelo Michele scaccia gli angeli ribelli di Jacopo Palma il Giovane.
Il monumentale altare della Madonna di San Luca, detto anche, a partire dalla metà dell'Ottocento, della Madonna delle Brine, è opera del 1735-37 di Giovanni Maria Morlaiter, accoglie la piccola immagine della Madonna detta di san Luca perché attribuita leggendariamente all'evangelista Luca e da sempre molto venerata. Dal cortile dietro l'abside, inoltre, si accede a una cappella affrescata da Floriano Ferramola e da Vincenzo Civerchio.
La prima cappella della navata destra conserva all'altare la pala dei Disciplini, affresco doppio eseguito nell'ambito di Paolo da Caylina il Vecchio e Andrea Bembo.

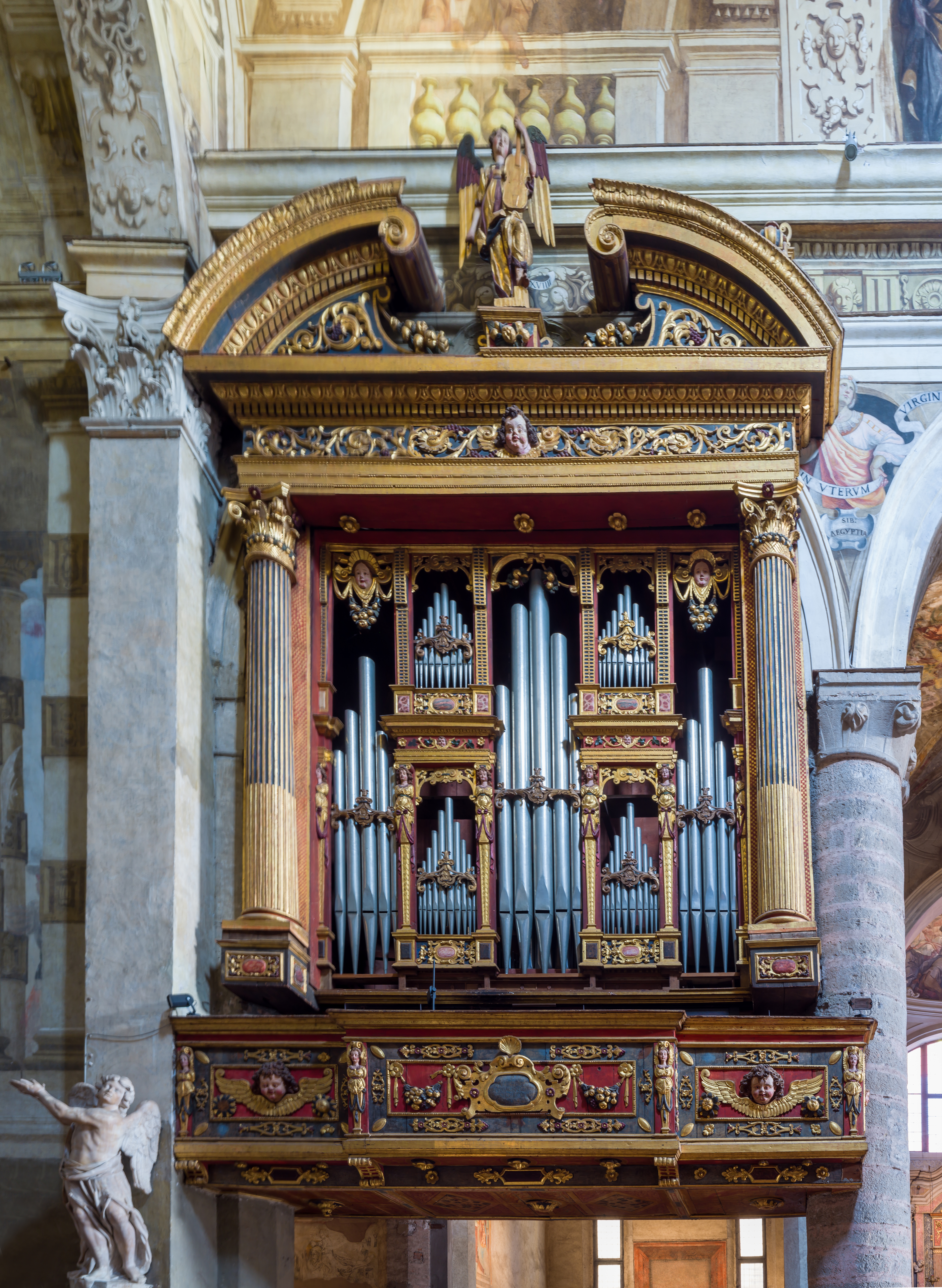
L'organo Antegnati nella chiesa del Carmine.

### Organo a canne
Nella chiesa è conservato un prezioso organo barocco, costruito nel 1629-1630 da Tommaso Meiarini e montato in loco da Graziadio Antegnati III nel 1633. Lo strumento ha subito varie modifiche e aggiunte fra il XI e il XX secolo ed è stato restaurato da Armando Maccarinelli nel 1962. L'ultimo intervento fino ad oggi (2011) è quello della ditta Mascioni (1991) che, fra le altre cose, ha ricostruito i mantici, la tastiera e la pedaliera. La consolle, del tipo a finestra, è costituita dalla tastiera di 54 tasti (con la prima ottava, da Fa (nota), senza il Fa# e il Sol#), dalla pedaliera a leggio di 18 e la registriera sulla destra.

## La chiesa e il quartiere Carmine
La chiesa, molto importante all'interno del panorama religioso della città, diede il nome al quartiere medievale che la circonda, che ancora oggi è chiamato "quartiere Carmine", forse il più caratteristico e pittoresco della città, sempre sotto accusa per le sue scarse condizioni igieniche e di sicurezza sociale. I chiostri del convento ospitano la biblioteca dell'Università degli Studi di Brescia.

## Galleria d'immagini

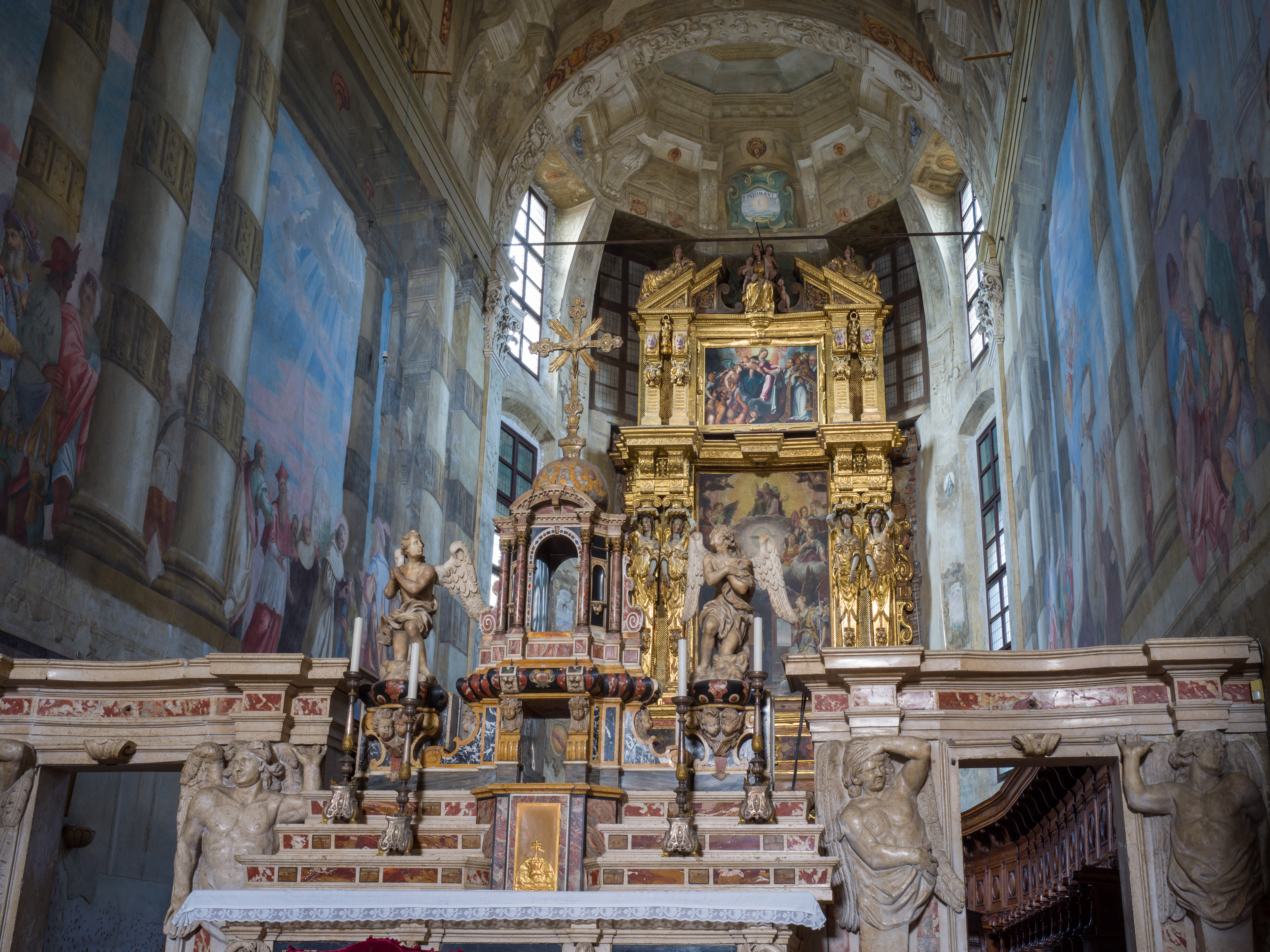
L'abside
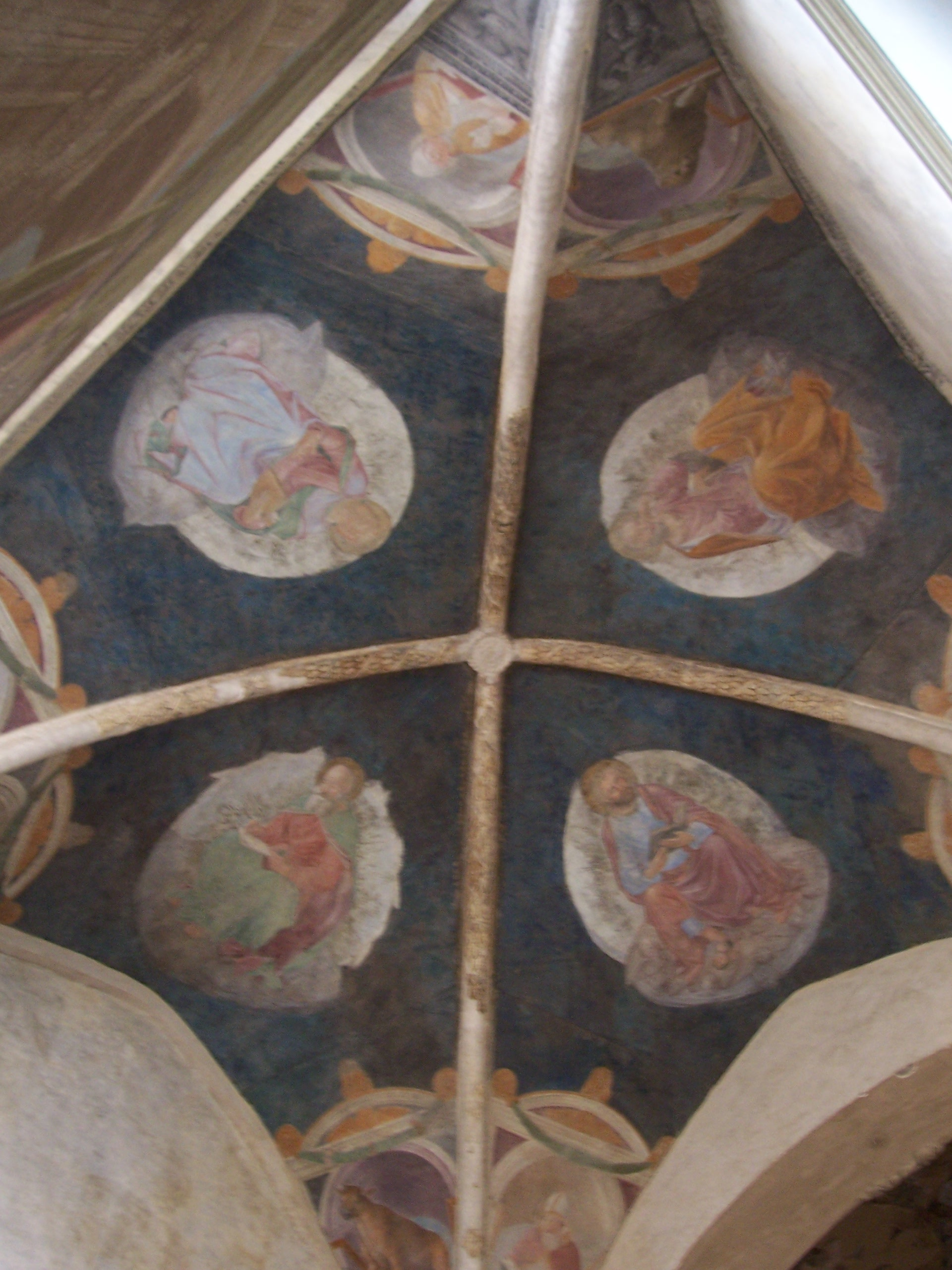
La volta affrescata dal Foppa nella cappella Averoldi
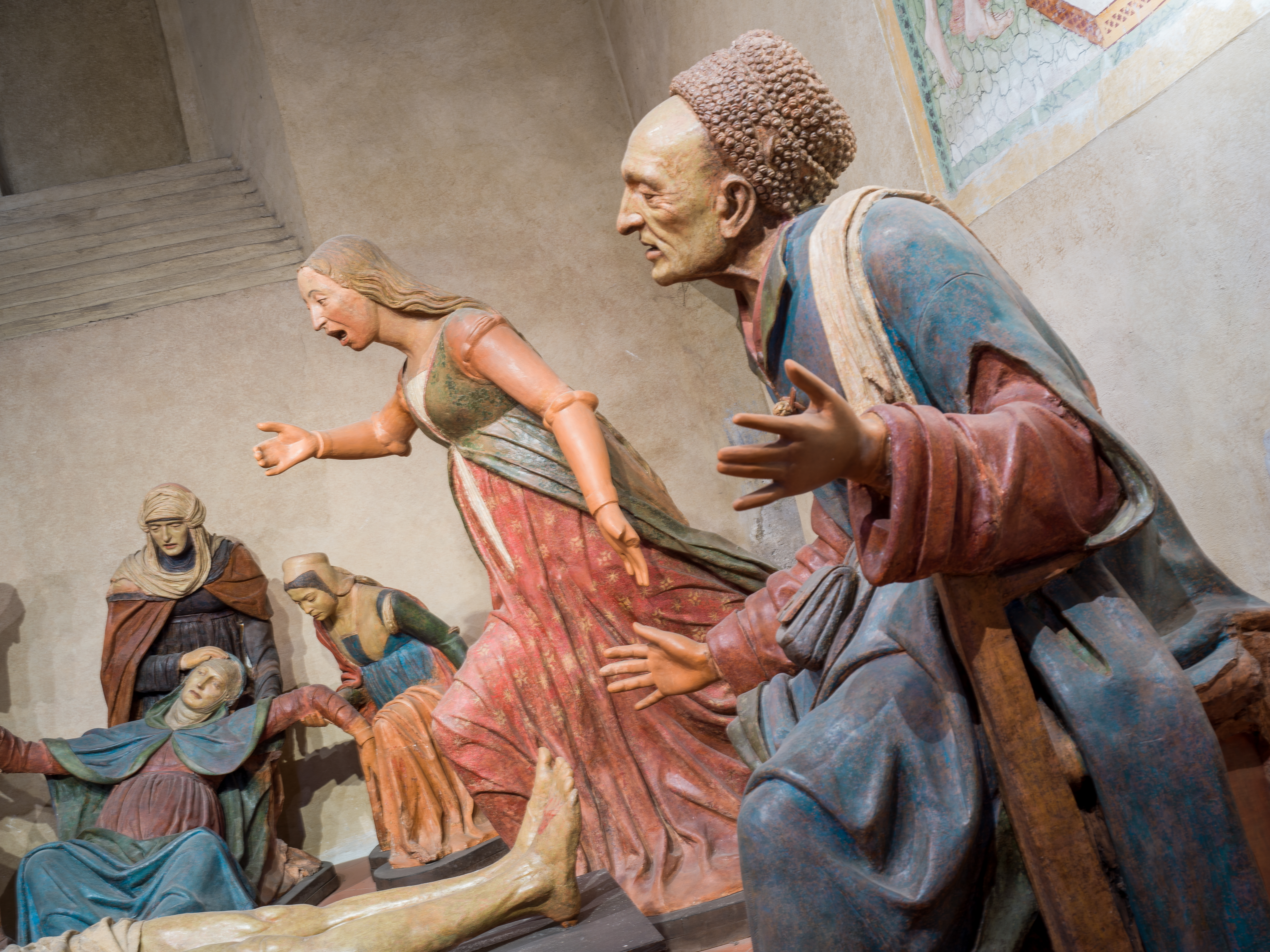
Dettaglio della deposizione in cotto quattrocentesca
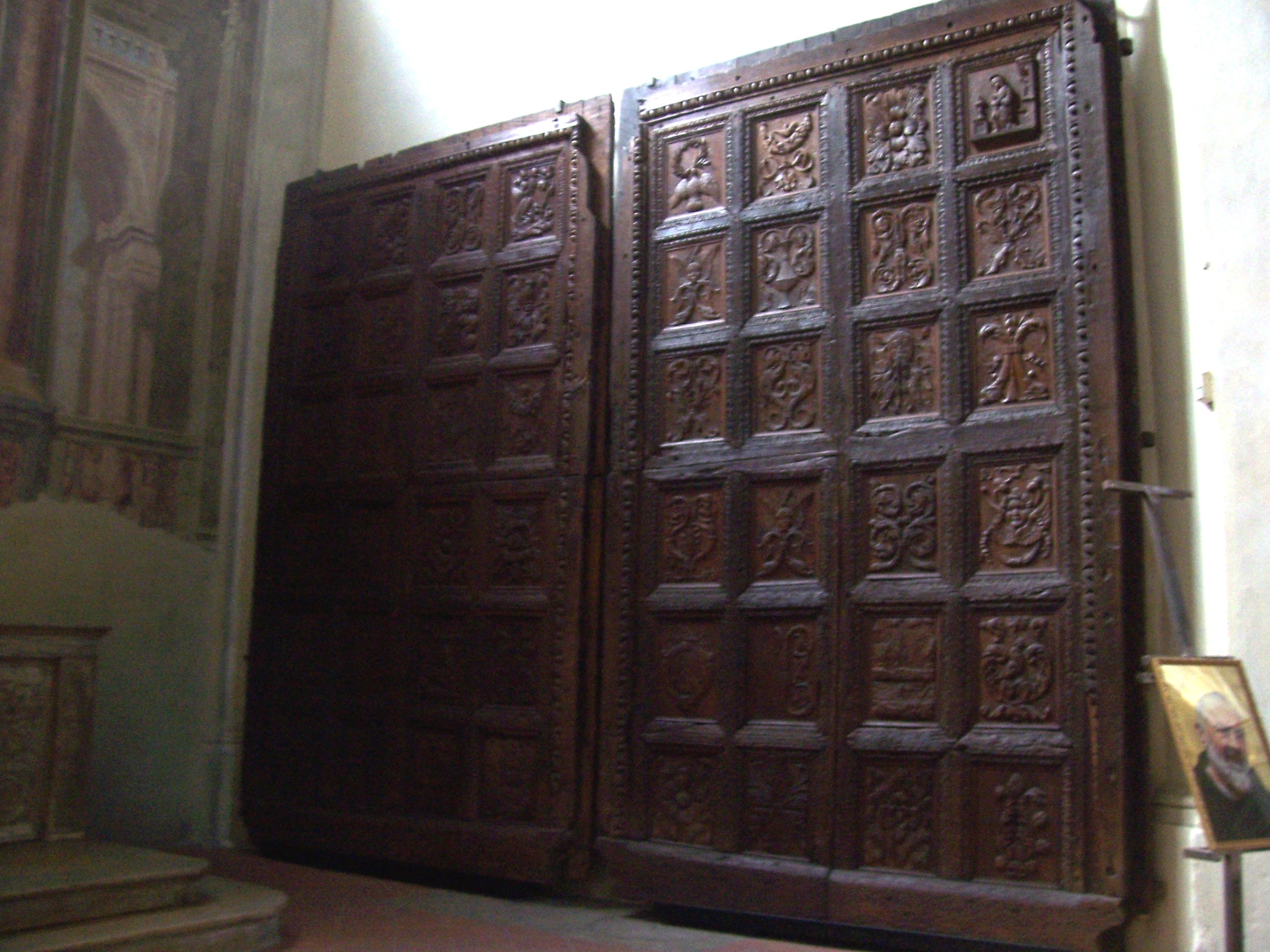
I battenti lignei originali del portale d'ingresso
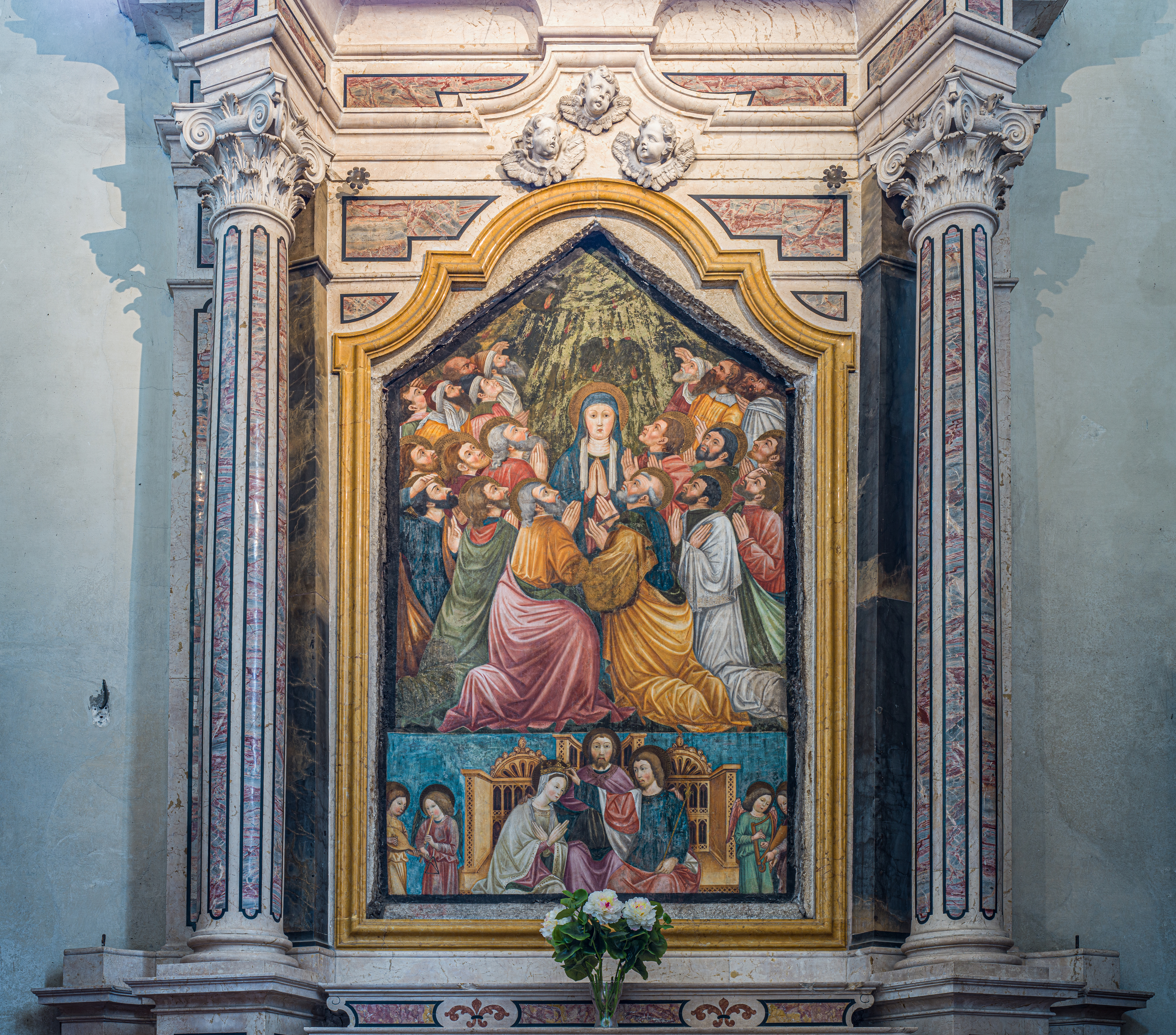
La Pala dei Disciplini, Incoronazione della Vergine
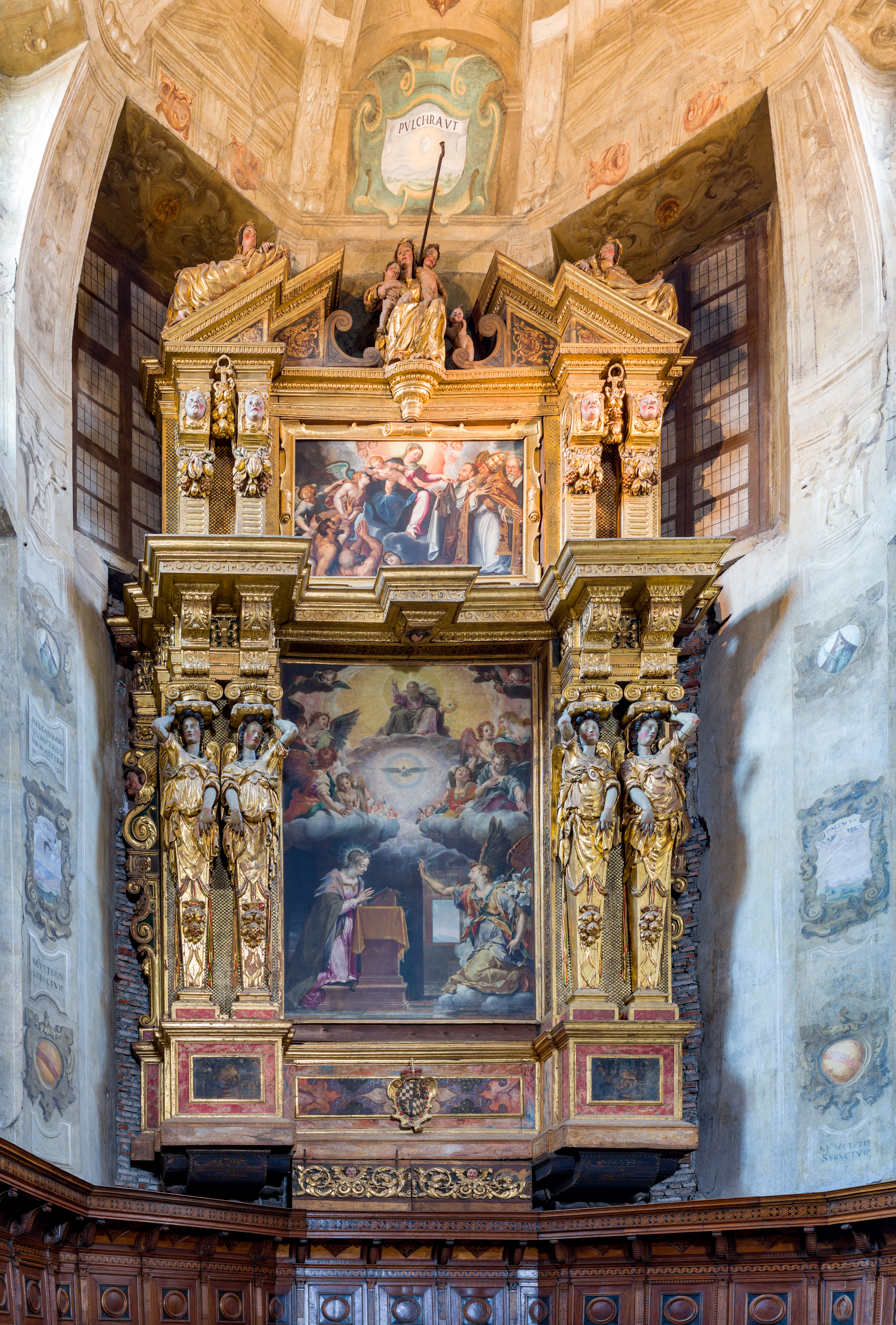
La pala dell'Annunciazione di Pieter de Witte